# 性與性格
《性與性格》為奧地利猶太青年哲學家奧托·魏寧格所著的一本書籍。
其以「性別的中間型態」為立論基點，認為現實中不存在絕對意義的男性（M）與女性（W），每人都是這兩種類型素質的混合，一個人的基本性格取決於兩者的比例及構成方式；同時，男性性素質代表「有」，而女性素質代表「無」。作者亦旁徵博引大量當代哲學、科學思想，其驚世駭俗的見解受到熱烈推崇，也同時招來女性貶抑、反閃族（猶太）主義等罵名，爭議喧騰百年。
該書基本上分為兩部份，第一部份作者先以各學科領域對兩性不同的描述觀點來闡釋"性"的複雜性，第二部份則以前部份為基礎，進而分述兩性各方面的差異，並建構自己的思想體系。

## 歷程
該書源自於作者準備用於申請學位的論文，最初命名為《愛神與賽姬》，寫於1901年。其後，作者在尋求出版商的支持不得且沒人想代為發表的情況下，繼續擴充其著作，半年後，將論文更名為《性與性格：生物學及心理學考察》。這份論文也使他取得了哲學博士學位。
1903年6月，在作者數個月的持續努力下，性與性格出版了(Braumüller & Co. ,維也納出版商)。
這次內容的擴增囊括了他三個重要的新理論：第12章---女人的天性及女人在宇宙中的意義；第13章---猶太教；第14章---女性與人類
雖然此書沒有造成負面的強烈排斥，但也沒有引起世人的注意。作者在得不到迴響又被控剽竊和抄襲的情況下，過沒多久即飲彈自盡。作者死後不久，《性與性格》暢銷國際，被譯成數十種語言。其友人拉帕波特（Rappaport）整理他的格言式隨筆，發表為《關於終極事物(Über die letzten Dinge)》。

## 章節
- 第一部分（預備部分）性的複雜性
  - 緒論
  - 第一章 “雄性”與“雌性”
  - 第二章 雄性原生質與雌性原生質
  - 第三章 性吸引力的規律
  - 第四章 同性戀與男色
  - 第五章 性格學與體型學
  - 第六章 解放了的女人
- 第二部分（主要部分）性的類型
  - 第一章 男人和女人
  - 第二章 男女的性慾
  - 第三章 男女的意識
  - 第四章 才能與天才
  - 第五章 才能與記憶
  - 第六章 記憶、邏輯與倫理
  - 第七章 邏輯、倫理與自我
  - 第八章 “我”的問題與天才
  - 第九章 兩性的心理
  - 第十章 母性與賣淫
  - 第十一章 愛欲與審美
  - 第十二章 女人的天性及女人在宇宙中的意義
  - 第十三章 猶太教
  - 第十四章 女性與人類

## 外部連結
- 奧托·魏寧格 on the Internet （页面存档备份，存于）
- 魏寧格朋友---Artur Gerber談魏寧格最後的生命 （页面存档备份，存于）
- 從「轉型正義」談起：《性與性格》文／紀大偉
- ISBN 9-8682-0278-7